# RealityEngine
RealityEngine es una arquitectura de hardware de gráficos 3D y una familia de sistemas de gráficos que fue desarrollada y fabricada por Silicon Graphics entre principios y mediados de la década de 1990. RealityEngine se posicionó como el hardware de visualización de gama alta de la empresa para su plataforma MIPS/IRIX. RealityEngine está diseñado para su implementación exclusivamente dentro de la familia de sistemas de visualización Crimson y Onyx de la compañía, que a veces se denominan "supercomputadoras gráficas" o "supercomputadoras de visualización". El RealityEngine se comercializó para grandes organizaciones, como empresas y universidades que participan en la simulación por computadora, la creación de contenido digital, la ingeniería y la investigación.
Fue reemplazado por InfiniteReality a principios de 1996, pero coexistió con él durante un tiempo como una opción de nivel de entrada para sistemas más antiguos.

## RealityEngine
RealityEngine es un conjunto de placas que comprende una placa de motor de geometría (Geometry Engine), hasta cuatro placas Raster Manager y una placa Display Generator DG2. Estas placas se conectan a un backplane en el sistema host.
El motor de geometría se basa en el 50 MHz Intel i860XP.

### VTX
El VTX es un RealityEngine de costo reducido y, como consecuencia, sus características y rendimiento están por debajo del RealityEngine. No es el conjunto de placas VGX o VGXT.

## RealityEngine2
El RealityEngine2, estilizado como "RealityEngine2 ", es un RealityEngine actualizado con doce en lugar de ocho motores de geometría. La estación de trabajo Reality Station se basa en RealityEngine2. En febrero de 1995, SGI redujo el precio de entrada de Reality Station a US$179 540 (equivalente a $359 002 en 2023).
RealityEngine2 fue sucedido por InfiniteReality a principios de 1996. Utiliza la placa de motor de geometría GE10, la placa RM4 Raster Manager y la placa DG2 Display Generator.